# Brachycephalus verrucosus
Espèce
Brachycephalus verrucosus est une espèce d'amphibiens de la famille des Brachycephalidae.

## Répartition
Cette espèce est endémique de l'État de Santa Catarina au Brésil. Elle se rencontre dans la municipalité de Joinville.

## Description
Les 14 spécimens adultes observés lors de la description originale mesurent entre 9,6 mm et 13,2 mm de longueur standard.

## Étymologie
Le nom spécifique auroguttatus vient du latin verrucosus, verruqueux, en référence à l'aspect très rugueux du dos de cette espèce.

## Publication originale
- Ribeiro, Bornschein, Belmonte-Lopes, Firkowski, Morato & Pie, 2015 : Seven new microendemic species of Brachycephalus (Anura: Brachycephalidae) from southern Brazil. PeerJ, vol. 3, no e1011, p. 1–35 (texte intégral).